# 多大浦海水浴場站
多大浦海水浴場站（：／ Dadaepo-Haesuyokjang yeok */?）副站名沒雲臺（몰운대），是釜山地鐵1號線的起點車站，位於大韓民國釜山廣域市沙下區多大洞。

## 車站結構
站體為2面2線側式月台的地下車站，候車月台設有月台幕門，並有4處出口。

### 月台配置
|            |
| \| 上      |
| ↓ 多大浦港 |

| 月台 | 路線               | 目的地                       |
| ---- | ------------------ | ---------------------------- |
| 上行 | ●釜山都市铁道1号线 | 此站終着                     |
| 下行 | ●釜山都市铁道1号线 | 釜山站、西面、東萊、老圃方向 |

## 歷史
- 2017年4月20日：1號線多大浦延伸線開通，作為起點營業[1]。

## 車站周邊
- 多大浦海水浴場
- 釜山環境公團多大事務所
- 沒雲臺初等學校
- 多仙中學
- 多大高校
- 多大1洞郵局
- 峨嵋山（朝鲜语：아미산 (부산)）瞭望台
- 儂特利釜山多大浦店

## 相鄰車站
釜山交通公社
●釜山都市铁道1号线
多大浦海水浴場（095）－多大浦港（096）